# Radio 7 (Satellit)
Radio 7, Radio Sputnik 7 oder RS-7 ist ein sowjetischer Amateurfunksatellit, der vom zentralen Radioklub der DOSAAF entwickelt und gebaut wurde. RS-7 trägt einen Lineartransponder für den Mode A.

## Mission
Der Satellit wurde am 17. Dezember 1981 gemeinsam mit RS-3 bis RS-6 und RS-8 mit einer russischen Kosmos-3M-Trägerrakete vom Kosmodrom Plessezk in Russland gestartet. Als Kommandostation wurde RS3A in Moskau benannt.
Am 26. August 1985 wurde über RS-7 ein Entfernungsrekord über 6897 km zwischen den Stationen N9CUE in Indianapolis (QTH-Locator EM69xq) und KH6CC auf Hawaii (BK29kg) registriert.

## Frequenzen …
- 145,960 … 146,000 MHz Uplink
- 29,460 … 29,500 MHz Downlink
- 29,341-MHz-Bake 1
- 29,501-MHz-Bake 2